# Come Back to the Five and Dime, Jimmy Dean, Jimmy Dean
Come Back to the Five and Dime, Jimmy Dean, Jimmy Dean is een Amerikaanse filmkomedie uit 1987 onder regie van Robert Altman.

## Verhaal
Zes vrouwen zijn bewonderaars van de Amerikaanse filmacteur James Dean. Op de dag dat hij twintig jaar geleden overleed, komen ze samen. Ze bespreken de loop van hun leven, sinds dat ogenblik.

## Rolverdeling
| Acteur         | Personage   |
| -------------- | ----------- |
| Sandy Dennis   | Mona        |
| Cher           | Sissy       |
| Karen Black    | Joanne      |
| Sudie Bond     | Juanita     |
| Kathy Bates    | Stella Mae  |
| Marta Heflin   | Edna Louise |
| Mark Patton    | Joe Qualley |
| Caroline Aaron | Tiener      |
| Ruth Miller    | Tiener      |
| Gena Ramsel    | Tiener      |
| Ann Risley     | Tiener      |
| Dianne Travis  | Tiener      |